# Zamrin
Zamrin (cũng được đánh vần là Zamreen) là một ngôi làng ở phía tây bắc Syria, một phần hành chính của Tỉnh Tartus. Nó nằm gần bờ biển Địa Trung Hải. Các địa phương gần đó bao gồm Maten al-Sahel ở phía tây, al-Sawda và Baashtar ở phía nam và al-Annazah ở phía đông bắc. Zamrin là một phần của đô thị al-Sawda.
Theo Cục Thống kê Trung ương Syria (CBS), al-Sawda có dân số 4.064 trong cuộc điều tra dân số năm 2004, trong đó 2.132 là cư dân của Zamrin. Cư dân của nó chủ yếu là người Hồi giáo Sunni, trong khi làng al-Sawda chủ yếu là Chính thống giáo Hy Lạp (Awaru chủ yếu là Ismaili và Baashtar chủ yếu là Alawite).

## Lịch sử
Năm 1970, Zamrin trở thành một phần của đô thị al-Sawda, cùng với al-Sawda và các ngôi làng lân cận khác. Mặc dù là ngôi làng lớn nhất trong đô thị, chiếm một nửa dân số, đại diện từ Zamrin giữ hai ghế trong hội đồng thành phố mười thành viên. Ngôi làng đã không thể có được vị thế thành phố độc lập từ al-Sawda như Husayn al-Baher và Maten al-Sahel. Trái ngược với al-Sawda và Awaru, Zamrin thiếu vỉa hè, đường trải nhựa, đèn đường và kết nối cống rãnh. Tầm quan trọng chính trị của Zamrin chủ yếu là do sự hiện diện yếu kém của Đảng Ba'ath cầm quyền trong làng và hậu quả là khó gây ảnh hưởng đến các cơ quan hữu quan.